# Francisco Laso
José Francisco Domingo Laso de la Vega y de los Ríos (Tacna, 8 maggio 1823 – distretto di San Mateo, 14 maggio 1869) è stato un pittore e politico peruviano.

## Biografia
Nacque in una famiglia aristocratica coloniale. Suo padre era Benito Laso, uno dei padri fondatori del Perù e, in seguito, ministro del governo. Sua madre Juana era la sorella del "Marchese de Villahermosa de San José". Quando aveva solo sette anni, sua madre morì e la famiglia si trasferì ad Arequipa, dove suo padre si risposò un anno dopo.

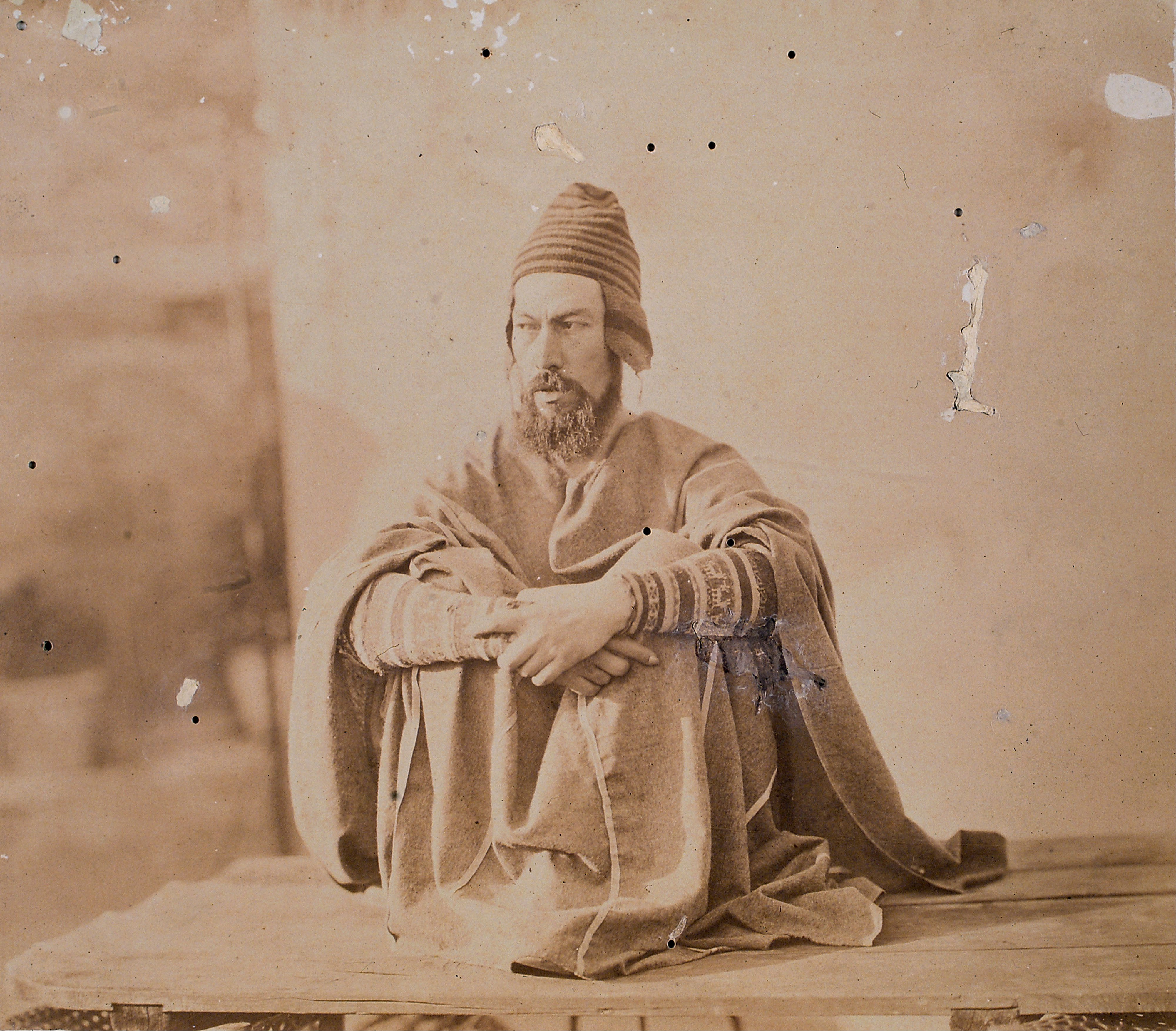
Laso in abiti nativi (1868)

Dopo aver frequentato le scuole pubbliche, si recò a Lima per studiare legge, ma poco dopo abbandonò gli studi per iscriversi all'Accademia di disegno e pittura dove studiò con Francisco Javier Cortés e Ignacio Merino, direttore dell'accademia, gli consigliò di continuare i suoi studi in Europa.
Si trasferì a Parigi nel 1843 e trovò posto negli studi del pittore svizzero Charles Gleyre. Quattro anni dopo fece un viaggio in Italia, visitando Roma, Firenze e Venezia dove rimase particolarmente colpito dalle opere di Tiziano e Paolo Veronese. Nel 1849, tornò a Lima e aprì il suo studio. Viaggiò attraverso la Sierra e lungo la costa, dipingendo opere che rappresentavano la vita e le usanze della regione. Riuscì a compiere un secondo viaggio in Europa nel 1851, grazie a una borsa di studio del governo. Lavorò nuovamente con Gleyre, promuovendo il suo nuovo interesse per i temi indigeni ed esponendo all'Exposition Universelle di Parigi. 
Quando tornò in Perù nel 1855, si stabilì ad Arequipa e, su richiesta del vescovo (e in seguito arcivescovo) José Sebastián de Goyeneche y Barreda, dipinse diverse opere religiose.  Nel 1863 si sposò e fece un altro viaggio in Europa che durò tre anni.
Poco dopo il suo ritorno, partecipò alla battaglia di Callao, dove prestò servizio come vigile del fuoco. L'anno successivo viene eletto Deputato al " Congreso Constituyente". 
Un'epidemia di febbre gialla colpì Lima nel 1868 e il pittore lavorò a stretto contatto con la Croce Rossa nella loro campagna per combatterla.   Tuttavia contrasse la malattia nel 1869 e morì vicino al villaggio di San Mateo mentre veniva trasferito per le cure mediche.

## Galleria d'immagini

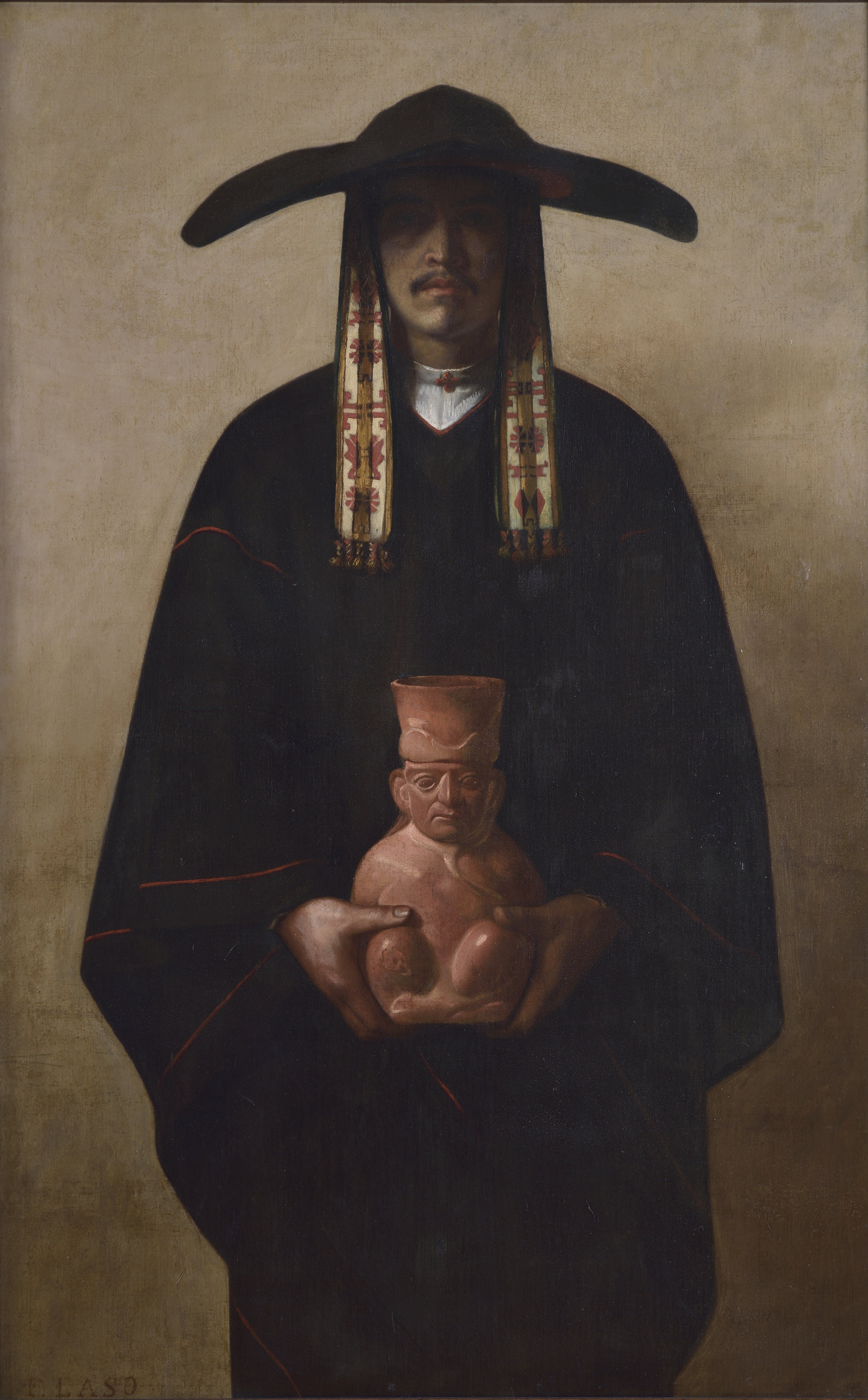
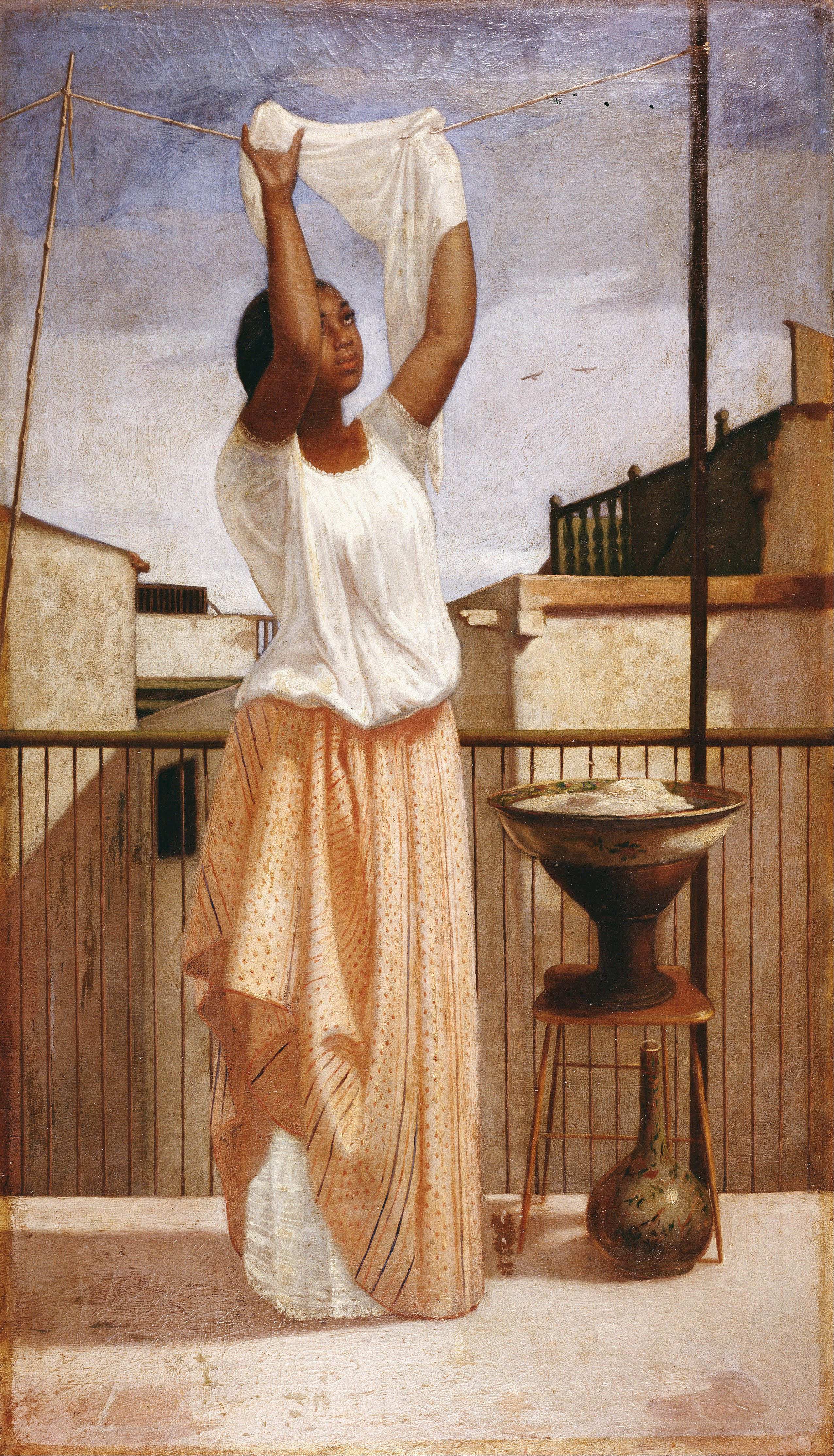
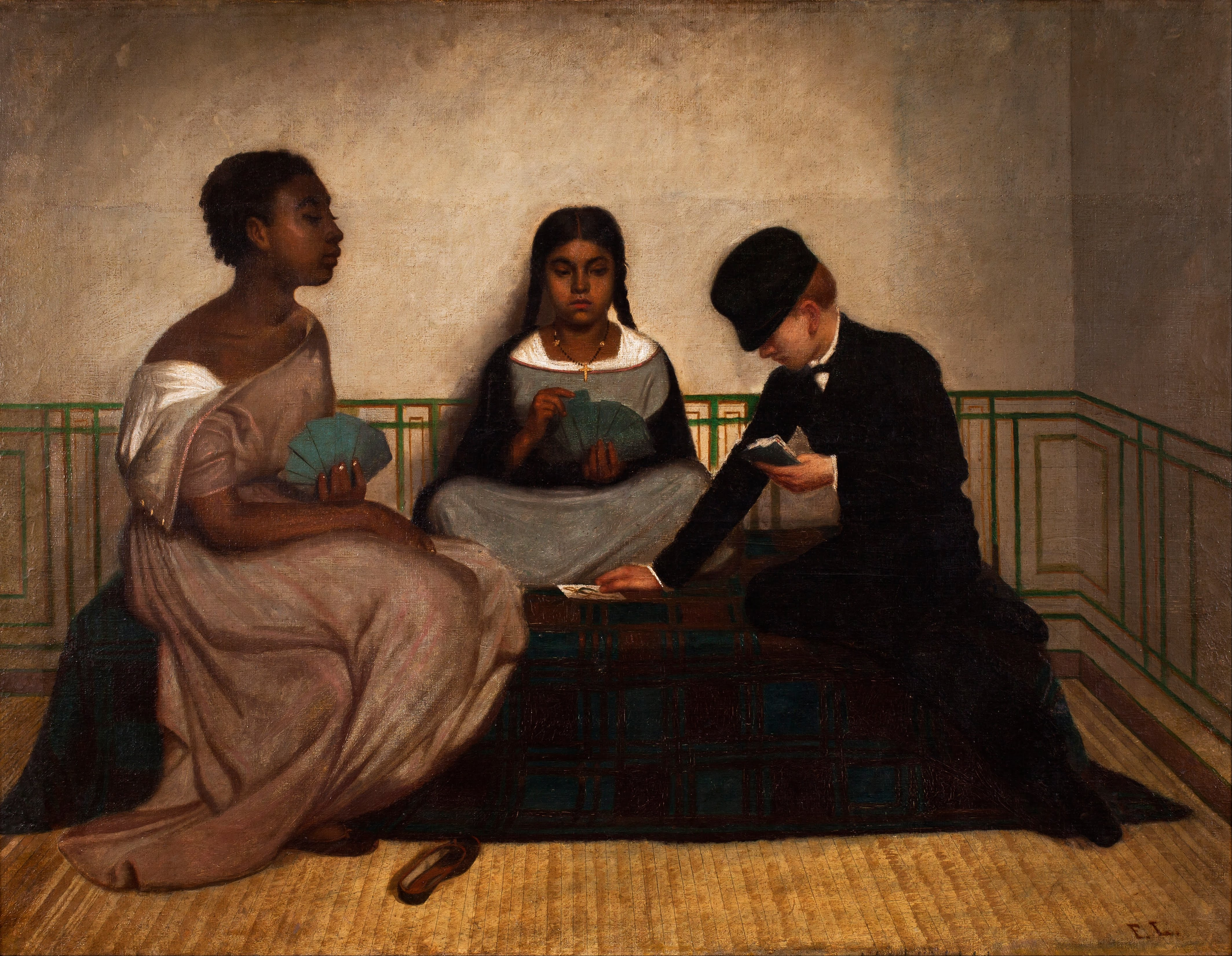
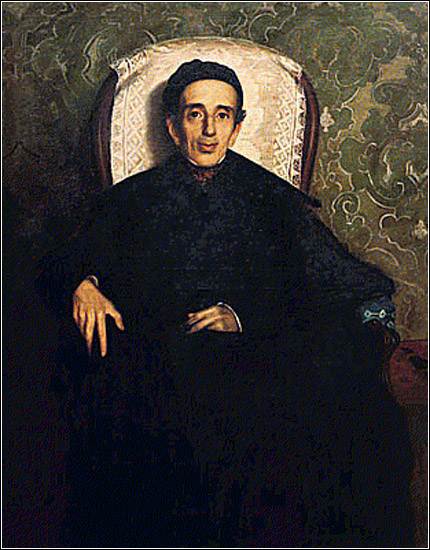
Ritratto di Felipe Pardo y Aliaga (1860)